# ازوونیمیر کوتسیچ
ازوونیمیر کوتسیچ (کرواتی: Zvonimir Koceić؛ ۸ ژوئن ۱۹۱۷ – ۱۶ ژانویهٔ ۱۹۹۷) بازیکن فوتبال اهل کرواسی بود.
از باشگاه‌هایی که در آن بازی کرده‌است می‌توان به باشگاه فوتبال هایدوک اسپلیت اشاره کرد.
وی همچنین در تیم ملی فوتبال کرواسی بازی کرده‌است.